# Obligación natural
En el derecho de obligaciones, las obligaciones naturales son una categoría intermediaria entre las  obligaciones civiles (o jurídicas) y las obligaciones morales.
A diferencia de las obligaciones civiles, las obligaciones naturales carecen de fuerza coercitiva exterior para imponer su cumplimiento; en otras palabras, la obligación natural es lícita, pero no goza de coactividad, es decir, no son judicialmente exigibles. Que sea lícita implica que las obligaciones naturales permitan retener el pago realizado en virtud de estas obligaciones, por lo tanto, si el pago se cumple voluntariamente, éste no es luego repetible.

## Fundamento
En el Derecho Romano era aquella que no tenía actio para exigir su cumplimiento. Según René Ramos Pazos, «fueron creadas para moderar los efectos del sistema del jus civile que negaba la capacidad de obligarse civilmente a los esclavos y a las personas sujetas a patria potestad y que desconocía la fuerza obligatoria a los simples pactos».
Sin embargo, se le reconocían ciertos efectos jurídicos:					
1. La soluti retentio o irrepetibilidad de lo pagado; lo pagado, pagado está.
2. La opinión dominante niega la posibilidad de la compensación, porque para poder compensar debe darse entre deudas exigibles, y la obligación natural no lo es.[cita requerida] Sin embargo, existen romanistas que plantean que sí podían ser compensadas.[2]
3. Eran susceptibles de delegación, novación y constitutum.[2]
4. Podían ser garantizadas por prenda o hipoteca.[2]

La influencia de la concepción romanista de la naturalis obligatio es notable en las elaboraciones de la era moderna sobre el tema de la obligation naturelle. De hecho, en la doctrina francesa clásica, no es concebible una obligación natural separada de una obligación civil preexistente (y ya no coercible). Ello se deriva del hecho de que, inicialmente, el deber moral se considera absolutamente ajeno al caso de la obligación natural, que así se identifica en la obligation civil dégénérée, de la que se identifican como ejemplos el contrato celebrado por el incapaz, la deuda prescrita o la deuda residual del acuerdo concursal.
Modernamente, surgió una corriente cultural que restringió su alcance, se le considera más un deber moral al que se reconocen ciertos efectos jurídicos que una obligación, por lo que la encontramos entre las obligaciones civiles y morales.

## Regulación

### Chile
En Chile son reguladas por el artículo 1470 y siguientes del Código Civil, que las define como «las que no confieren derecho para exigir su cumplimiento, pero que cumplidas, autorizan para retener lo que se ha dado o pagado en razón de ellas». En dicho artículo, Andrés Bello incorporó cuatro hipótesis de obligación natural:
1. «Las contraídas por personas que teniendo suficiente juicio y discernimiento, son, sin embargo, incapaces de obligarse según las leyes, como los menores adultos». Este punto se refiere a los incapaces relativos, pero la doctrina debate la posibilidad de agregar a los disipadores interdictos.[1]
2. «Las obligaciones civiles extinguidas por la prescripción».
3. «Las que proceden de actos a que faltan las solemnidades que la ley exige para que produzcan efectos civiles; como la de pagar un legado, impuesto por un testamento que no se ha otorgado en la forma debida».
4. «Las que no han sido reconocidas en juicio por falta de prueba».

La doctrina tampoco está de acuerdo respecto a si las hipótesis del artículo 1470 son las únicas que recoge el Código Civil chileno; parte de ella, como el profesor David Stitchkin, plantea que el pago de las deudas de juego o apuesta en que predomina la inteligencia (artículo 2260) también cae dentro de la definición de obligación natural.

## Ejemplos
Aunque es difícil encontrarlas en los códigos civiles, ésta se contempla en juegos de azar, en casos de equivocación sin conocimiento y de pagos realizados después de la prescripción de la deuda.[cita requerida]